# Delta Indi
Delta Indi (60 Indi) é uma estrela na direção da constelação de Indus. Possui uma ascensão reta de 21h 57m 55.03s e uma declinação de −54° 59′ 33.2″. Sua magnitude aparente é igual a 4.40. Considerando sua distância de 185 anos-luz em relação à Terra, sua magnitude absoluta é igual a 0.63. Pertence à classe espectral F0IV.